# Estepas cerealistas de los ríos Jarama y Henares
Estepas cerealistas de los ríos Jarama y Henares este o arie protejată (arie de protecție specială avifaunistică — SPA) din Spania întinsă pe o suprafață de 33.230 ha, integral pe uscat.

## Localizare
Centrul sitului Estepas cerealistas de los ríos Jarama y Henares este situat la coordonatele 40°38′30″N 3°23′44″W / 40.6417°N 3.3956°V.

## Înființare
Situl Estepas cerealistas de los ríos Jarama y Henares a fost declarat arie de protecție specială avifaunistică în ianuarie 1993 pentru a proteja 45 de specii de animale.

## Biodiversitate
Situată în ecoregiunea mediteraneană, aria protejată nu include niciun habitat protejat.
La baza desemnării sitului se află mai multe specii protejate:
- păsări (35): vulturul negru (Aegypius monachus), pescăruș albastru (Alcedo atthis), rață pitică (Anas crecca), rață mare (Anas platyrhynchos), rață pestriță (Anas strepera), Aquila adalberti, acvilă de munte (Aquila chrysaetos), stârc cenușiu (Ardea cinerea), stârc galben (Ardeola ralloides), pasărea ogorului (Burhinus oedicnemus), barză albă (Ciconia ciconia), erete de stuf (Circus aeruginosus), erete vânăt (Circus cyaneus), erete cenușiu (Circus pygargus), dumbrăveancă (Coracias garrulus), Falco naumanni, șoim călător (Falco peregrinus), Galerida theklae, becațină comună (Gallinago gallinago), vulturul pleșuv sur (Gyps fulvus), acvilă pitică (Hieraaetus pennatus), piciorong (Himantopus himantopus), stârc pitic (Ixobrychus minutus), capîntortură (Jynx torquilla), ciocârlie de pădure (Lullula arborea), gaia neagră (Milvus migrans), gaia roșie (Milvus milvus), stârc de noapte (Nycticorax nycticorax), dropie (Otis tarda), Pterocles alchata, Pterocles orientalis, pițigoi-pungar (Remiz pendulinus), silvie de tufiș (Sylvia undata), spârcaci (Tetrax tetrax), fluierarul de zăvoi (Tringa ochropus)
- amfibieni (1): Discoglossus galganoi
- mamifere (2): liliacul mediteranean cu potcoavă (Rhinolophus euryale), liliacul cu potcoavă a lui méhely (Rhinolophus mehelyi)
- nevertebrate (2): fluturele auriu (Euphydryas aurinia), rădașcă (Lucanus cervus)
- pești (4): Achondrostoma arcasii, zvârluga (Cobitis taenia), Pseudochondrostoma polylepis, Rutilus alburnoides
- reptile (1): Mauremys leprosa

Pe lângă speciile protejate, pe teritoriul sitului au mai fost identificate 9 specii de păsări, 3 specii de amfibieni, 1 specie de mamifere, 3 specii de nevertebrate.